# Queen of the North
De MV Queen of the North was een roll-on/roll-off (RORO) veerboot gebouwd door AG Weser uit Duitsland en geëxploiteerd door BC Ferries.
De veerboot voer 18 uur langs de kust van British Columbia in Canada tussen Port Hardy en Prince Rupert in British Columbia. Deze route staat ook wel bekend als de Inside Passage. Op 22 maart 2006, met op dat moment 101 mensen aan boord, slaagde ze er niet in om een geplande koerswijziging door te voeren. Het schip strandde en zonk (rond 14.00 uur). Twee passagiers, van wie de lichamen nooit zijn gevonden, overleden bij dit ongeval. Het schip had woog ruim 8.806 ton (de op vier na grootste van de vloot) en het had een totale lengte van 128 meter (de op 13 na langste van de vloot). Het had plek voor 700 passagiers en 115 auto's.